# Luís Jiménez Vivas
Luis Manuel Jiménez Vivas (nacido en Cabimas, Estado Zulia, Venezuela, el 12 de diciembre de 1995) es un futbolista profesional venezolano, se desempeña en el terreno de juego como mediocampista y su equipo actual es el Klubi Futbollistik Liria de la Superliga de Kosovo.

## Trayectoria

### Inicios
A la edad de los siete años, Luís Jiménez Vivas inició sus andanzas en el fútbol en la escuela La Salina FC del barrio Nueva Cabimas en el estado Zulia, donde comenzó a recibir sus primeras indicaciones en una cancha, junto a sus amigos de la infancia y con el profesor colombiano, Luis López, como entrenador. Las categorías Sub-10, Sub-12 y Sub-14 fueron los peldaños que cruzó el joven mediocampista en La Salina FC.
Con tan solo 14 años de edad, tocó las puertas del Unión Atlético Lagunillas en la segunda división, junto a jugadores que tenían mayor nivel, lo que le permitió a Luis mejorar aún más su nivel de juego. En ese periplo se topó con Jonathan Palencia, entrenador que fue una influencia positiva para él, inspirándolo a probar en el Caracas FC, equipo en el cual fue admitido en la categoría sub-16 y donde más tarde realizaria su debut como profesional.

## Trayectoria Internacional
Ha sido internacional con la selección de fútbol sub-20 de Venezuela, participando en los XXII Juegos Centroamericanos y del Caribe y el Campeonato Sudamericano de Fútbol Sub-20 de 2015, con una actuación discreta, siendo el principal corta-balones de la selección sub-20 en los nombrados eventos.

### Juegos Centroamericanos y del Caribe
| Centroamericanos                          | Sede   | Resultado  | Partidos | Goles |
| ----------------------------------------- | ------ | ---------- | -------- | ----- |
| XXII Juegos Centroamericanos y del Caribe | México | Subcampeón | 3        | 0     |

### Campeonato Sudamericano Sub-20
| Sudamericano Sub-20 | Sede      | Resultado    | Partidos | Goles |
| ------------------- | --------- | ------------ | -------- | ----- |
| Sudamericano 2015   | Argentina | Primera fase | 2        | 0     |

## Clubes
| Club                     | País      | Año             | Partidos | Goles |
| ------------------------ | --------- | --------------- | -------- | ----- |
| Caracas FC               | Venezuela | 2012 - 2014     | 28       | 4     |
| Carabobo FC (Cesión)     | Venezuela | 2014 - 2015     | 19       | 2     |
| ACD Lara (Cesión)        | Venezuela | 2015 - Clausura | 11       | 1     |
| Zulia FC                 | Venezuela | 2016 - 2017     | 7        | 0     |
| Academia Puerto Cabello  | Venezuela | 2017-2018       | 4        | 0     |
| Gran Valencia FC         | Venezuela | 2018 - Clausura | 10       | 3     |
| Klubi Futbollistik Liria | Kosovo    | 2019-presente   | 9        | 0     |

## Competiciones como jugador
| Competición                   | PJ | Goles |
| ----------------------------- | -- | ----- |
| Primera División de Venezuela | 69 | 7     |
| Segunda División de Venezuela | 10 | 3     |
| Superliga de Kosovo           | 9  | 0     |
| Copa Libertadores             | 6  | 0     |
| Copa Pre Libertadores         | 0  | 0     |
| Copa Sudamericana             | 1  | 0     |
| Selección Nacional            | 0  | 0     |
| Total de Carrera              | 95 | 9     |